# Kněžská (Rybník)
Kněžská (německy Pfaffenberg) je zaniklá vesnice na území obce Rybník, v k. ú. Velký Horšín v okrese Domažlice v Plzeňském kraji. Vesnice stála 1,5 km severovýchodně od Rybníku při silnici do Mutěnína.

## Historie
První písemná zmínka o vesnici pochází z roku 1644 při dělení mutěnínského majetku, který drželi Vidršpergárové. Blízkost hranice nabízela obyvatelstvu možnost přivydělávat si pašeráctvím. Tento způsob obživy však měl tragické následky. V roce 1797 byl u vesnice zastřelen pašerák soli. V Kněžské se nacházela v roce 1804 stanice vojenského kordonu, který sloužil k ostraze hranic.
Po druhé světové válce postihl vesnici odsun německého obyvatelstva a po válce již nedošlo k dosídlení a vesnice zanikla.

## Obyvatelstvo
Sommerova topografie z roku 1839 popisuje ve vsi 4 domy a 29 obyvatel.
Při sčítání lidu v roce 1921 zde žilo 26 obyvatel, všichni německé národnosti, kteří se hlásili k římskokatolické církvi.
| Rok            | 1869 | 1880 | 1890 | 1900 | 1910 | 1921 | 1930 | 1950 | 1961 | 1970 | 1980 | 1991 | 2001 | 2011 |
| -------------- | ---- | ---- | ---- | ---- | ---- | ---- | ---- | ---- | ---- | ---- | ---- | ---- | ---- | ---- |
| Počet obyvatel | 29   | 25   | 22   | 30   | 32   | 26   | 25   | –    | –    | –    | –    | –    | –    | –    |
| Počet domů     | 4    | 4    | 4    | 4    | 4    | 4    | 4    | –    | –    | –    | –    | –    | –    | –    |